# Mariamne (Schwester des Apostels Philippus)

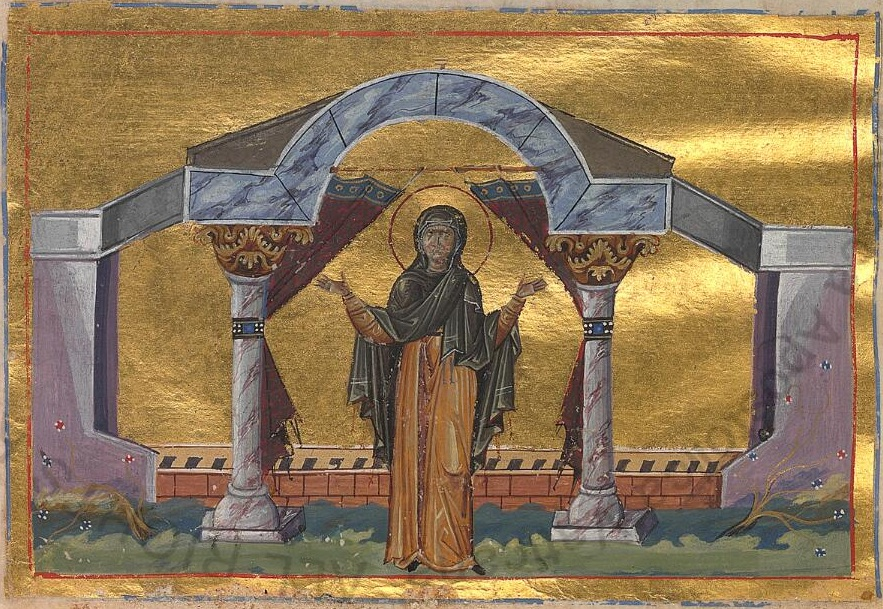
Mariamne, die Schwester des Apostels Philippus, im Menologion Basileios’ II.

Mariamne (gr. Μαριάμνη, von hebräisch Miriam; * in Bethsaida, Galiläa; † im 1. Jahrhundert in Lykaonien, zentrales Kleinasien) ist in der griechischen Überlieferung die Schwester des Apostels Philippus. Sie wird als Heilige verehrt und als Jungfrau und Missionarin zu den Apostelgleichen gezählt.

## Überlieferung

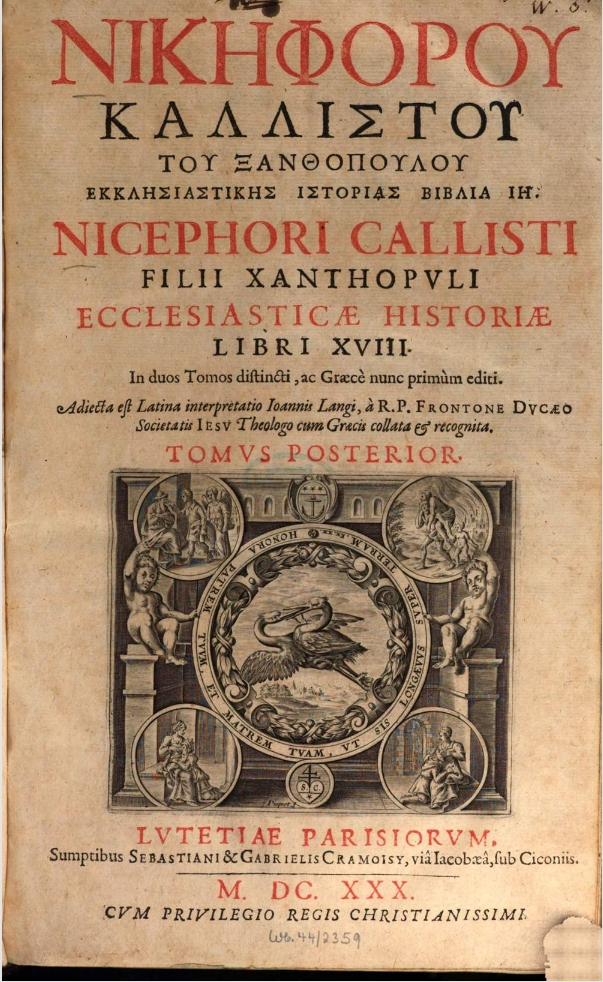
Νικηφόρος Κάλλιστος Ξανθόπουλος: Ecclesiasticae historiae, Ausgabe von 1630.

Als eine der ersten Quellen berichtet das um das Jahr 1000 geschaffene Menologion Basileios’ II. über ihr Schicksal, ausführlicher wird der letzte bedeutende griechische Kirchenhistoriker Nikephoros Kallistu Xanthopulos (* etwa 1268/1274; † nach 1328) in seiner Historia Ecclesiastica.

## Leben

### Bethsaida
Mariamne kam demnach wie ihr Bruder Philippus aus dem Fischerdorf Bethsaida am Ufer des Sees Genezareth in Galiläa und glaubte wie er an Jesus Christus. Nach dessen Kreuzigung und Auferstehung und der Aussendung des Heiligen Geistes legte sie ein Keuschheitsgelübde ab und zog mit Philippus und dem Apostel Bartholomäus aus, um den Heiden das Evangelium zu predigen. Auch wollte sie ihrem Bruder in den Nöten des Alltags beistehen.

### Hierapolis
Sie zogen nach Norden und kamen in die damals wichtige Stadt Hierapolis in der Landschaft Phrygien in Kleinasien (heute Türkei, am Berg oberhalb von Pamukkale). Philippus heilte hier die Frau des Präfekten Nikanor vom Biss einer tödlichen Giftschlange. Die Geheilte bekehrte sich zum Christentum und ermöglichte dadurch, dass Philippus in Hierapolis eine Kirche gründen konnte. Die Predigten der drei Missionare hatten großen Erfolg. Die von den Bewohnern von Hierapolis verehrte Echidna wurde aus ihrem Heiligtum vertrieben, diejenigen, die sie verehrten, wurden dadurch beschämt. So kam es, dass der größere Teil der Bevölkerung sich zum Christentum bekehrte, wodurch die örtlich römische Verwaltung irritiert wurde.
Diese Entwicklung missfiel dem Statthalter (Prokonsul) Antipater, welcher im Jahr 81 n. Chr. (nach anderen Angaben um 80 n. Chr.) den Befehl gab, die drei Missionare während eines Gottesdienstes zu verhaften, ins Gefängnis einzusperren und zu foltern. Nachdem Mariamne wie auch die beiden Apostel durch die Tortur nicht zu brechen waren und sich weiterhin zu Jesus Christus bekannten, wurden sie zur Hinrichtung verurteilt. Dazu hängte man sie kopfüber an Bäume (nach Nikephoros Kallistu Xanthopulos an Kreuze) auf. Antipater und seine Frau, welche nach der Lokalgöttin Echidna benannt war, wohnten der Hinrichtung bei. Der Apostel Philippus betete dabei zu seinem Gott, und als er starb, zerriss die Erde durch ein Erdbeben. Antipater, seine Frau Echidna und ihr ganzes Gefolge stürzten in den entstandenen Riss. Die anderen beteten nun vor lauter Angst zu der aufgehängten Mariamne und dem aufgehängten Bartholomäus, damit sie nicht auch noch von der Erde verschluckt werden. Durch die Fürbitte dieser Heiligen beruhigte sich die Erde wieder, und sogar das Gefolge des Statthalters konnte sich wieder befreien. Antipater und seine Frau Echidna aber starben. Nach diesem Wunder ließen die nun führungslosen Soldaten Mariamne und Bartholomäus frei. Viele bekehrten sich zum Christentum.
Mariamne richtete ein liebevolles Begräbnis für ihren Bruder Philippus aus und küsste ihn zum Abschied. Sein Grab wurde zum Wallfahrtsort mit einer Kirche, die im 5. Jahrhundert von einer weiteren Kirche überbaut wurde, deren Reste noch heute zu sehen sind. Lange Zeit galt es als verschollen. Erst im Jahr 2012 wurde bekannt, dass nach Angaben des italienischen Archäologen Francesco D’Andria von der Università degli studi di Lecce das Apostelgrab von Philippus mit Inschriften in der antiken Stadt Hierapolis beim heutigen Pamukkale gefunden wurde.

### Lykaonien
Mariamne zog weiter in das benachbarte Lykaonien, das zusammen mit dem nordwestlich angrenzenden Galatien den größten Teil des zentralanatolischen Hochlandes einnimmt. Dort predigte sie weiterhin das Evangelium und bekehrte dadurch viele zum Christentum. Nach einem segensreichen Leben entschlief sie noch vor der ersten Jahrhundertwende in dieser Landschaft um Ikonion (das heutige Konya in der Türkei).
Bartholomäus zog weiter nach Indien, wo er das Evangelium hintrug und deswegen als Märtyrer am Kreuz starb.

## Verehrung

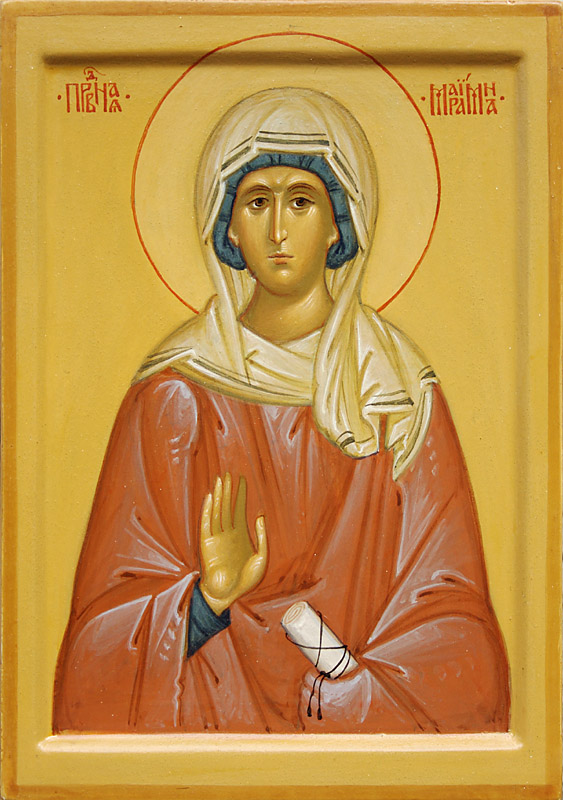
Ikone der Mariamne

In der Legenda aurea (um 1264 in lateinischer Sprache verfasst) wird Miriamne noch nicht erwähnt, erst die Bollandisten führen sie in den Acta Sanctorum auf (ab 1643 veröffentlicht). So wird Mariamne von der römisch-katholischen Kirche zwar als Apostelgleiche verehrt, ihr aber kein Festtag gewidmet wie in der unierten griechisch-katholischen Kirche (Katholische Ostkirche).
Mariamne wird besonders in den orthodoxen Kirchen verehrt. Ihr Festtag ist der 17. Februar. Die griechischen Kirchen sehen sie als Apostelgleiche an, die slawischen Kirchen entsprechend dem Prolog als Jungfrau und Gerechte.
In der russisch-orthodoxen Kirche ist ihre Verehrung besonders intensiv. Bereits im Tschetii Minei oder dem Buch Schitii Swjatuich (Четьи-Минеи Димитрия Ростовского или «Книга житий святых») des Metropoliten Dimitri von Rostow (1651–1709) wurde ihr ein längerer Abschnitt eingeräumt.